# Tora groga
La tora groga (Aconitum anthora), és una espècie de planta amb flors dins la família ranunculàcia. També pot rebre els noms d'herba tora, tora i tora blanca.
La seva distribució és àmplia, però principalment com oròfit centreeuropeu a les muntanyes com els Alps i els Carpats i les parts nord d'Àsia. També apareix als Països Catalans (només als Pirineus). És una planta polimorfa i s'inclou dins del grup Aconitum vulparia. Floreix de juliol a setembre.

## Descripció
Planta de 20 a 60 cm d'alt amb l'elm de la flor hemisfèric més o menys tan alt com ample. Les tuberositats de les arrels són napiformes; fulles 3-palmatisectes; inflorescència curta, simple o ramificada; ordinàriament 5 fol·licles.

## Hàbitat
Pastures mesòfiles, herbassars megafòrbics en terrenys bàsics i de vegades en els àcids, principalment a l'estatge subalpí dels Pirineus on viu entre els 1000 i els 2320 m d'altitud.

## Usos
Històricament la seva arrel que és tuberosa tenia la reputació de ser un bon antídot del verí d'altres espècies d'Aconitum (tora). o Aconitum pardalianches, d'on prové el seu epítet específic anthora o "contra la tora". Aquesta planta és extremadament tòxica per la ramaderia i els humans. Fins i tot dosis petites poden ser mortals.
L'arrel conté sal volàtil i un oli essencial, mentre que les fulles i tiges contenen alcaloides diterpenoides. S'ha usat externament contra el reumatismes i el dolor agut però pot irritar la pell.

## Sinònims
- Aconitum pseudanthora Blocki ex Pacz.
- Aconitum eulophum	Rchb.
- Aconitum jacquinii Rchb.
- Aconitum nemorosum M.Bieb.